# Delta Arae
Delta Arae is een dubbelster in het sterrenbeeld Altaar. De felste ster in het systeem is Delta Arae A, een hoofdreeksster met een spectraalklasse van B8 Vn, de andere ster, Delta Arae B is ook hoofdreeksster maar dan met de spectraalklasse G8 V.